# Регель, Роберт Эдуардович
Ро́берт Эдуа́рдович Ре́гель (15 (27) апреля 1867, — 20 января 1920) — русский ботаник, заложивший в России основы прикладной ботаники, организатор науки.
Руководитель (с 1904 года до смерти в 1920 году) Бюро по прикладной ботанике Учёного комитета Министерства земледелия и государственных имуществ (ныне —  Всероссийский институт растениеводства им. Н. И. Вавилова, Санкт-Петербург).
Сын директора Санкт-Петербургского ботанического сада Эдуарда Регеля.

## Жизненный и научный путь
Родился 15 (27) апреля 1867 года в Санкт-Петербурге в семье директора Императорского ботанического сада Эдуарда Людвиговича Регеля, происходившего из старинного немецкого рода. Высшее образование получил в Императорском Санкт-Петербургском университете у А. С. Фаминцына, А. Н. Бекетова и Х. Я. Гоби. В 1888 году окончил университет со степенью кандидата естественных наук и был оставлен по кафедре ботаники для подготовки к профессорскому званию.
В 1889 году был командирован за границу Министерством государственных имуществ для изучения садоводства и в 1890 году окончил Высшее училище садоводства в Потсдаме со степенью инженера садоводства, впоследствии приравненной к степени доктора садоводства. 
Являясь единственным в России доктором садоводства:452, Регель был активным членом основанного его отцом Российского общества садоводства и занимался проблемами этой отрасли до своего назначения в 1904 году помощником (заместителем) заведующего Бюро по прикладной ботанике.
В 1891 году поступил в Императорский ботанический сад младшим консерватором, а с 1893 года состоял приват-доцентом в Санкт-Петербургском университете и читал курс о применении ботаники к садоводству.
В 1909 году защитил магистерскую диссертацию на тему «Ячмени с гладкими остями (монографическая обработка)» в Императорском Юрьевском университете. Эта была первая в России диссертационная работа по прикладной ботанике.
С 1900 года — сотрудник Бюро по прикладной ботанике (с 1904 года исполняющий обязанности заведующего Бюро, с 1905-го — заведующий).
При Регеле финансовое положение Бюро улучшалось год от года (с 1907 по 1914 год финансирование увеличилось более чем в 30 раз). Это позволило Бюро ежегодно увеличивать штат и расширять набор изучаемых культур: с 1907 года изучались пшеницы (К. А. Фляксбергер), с 1908-го — сорные травы (А. И. Мальцев) и овсы (Д. И. Литвинов), с 1910-го — луговые злаки и осоки (В. А. Кузнецов), с 1912-го — масличные культуры (Ф. А. Сацыперов), с 1912-го — бобовые растения (П. И. Мищенко), с 1914-го — сорго и просо (А. К. Гольбек), с 1911 года начались работы на луговых заказных участках в Лифляндии и Новгородской губернии (П. В. Кисляков), с 1915 года планировалось начать работы с огородными растениями и рожью.
Некоторые учёные работали в Бюро временно: Н. И. Вавилов (1911—1912 — по пшенице), Л. П. Бреславец (1913—1914 — по генетике), Н. Н. Кулешов и А. Г. Лорх (оба в 1914 — по пшенице, ячменю, овсу), К. Г. Ренард (1911—1912 — по ячменю).
В 1907 году из Бюро были выделены работы по изучению патогенных низших растений, прежде всего грибов, и создано Бюро по микологии и фитопатологии под руководством профессора А. А. Ячевского. С этого времени окончательно определились задачи Бюро, заключавшиеся в изучении возделываемых, а также дикорастущих полезных и сорных растений Российской империи.
Установление географического распространения и количественного содержания отдельных рас в местных смешанных сортах имеет большое практическое значение, так как устанавливает с полной очевидностью и доказательностью степень приспособленности отдельных рас к борьбе за существование при свободной конкуренции в смесях в местных условиях различных районов.
С 1908 года Регель организует регулярные экспедиционные обследования и сборы местных сортов и полезных дикорастущих растений на территории России и изучение формаций дикой растительности для прикладных целей, например, в 1912 году — в Семиреченскую область, в 1913 и 1914 — в Туркестан, Бухару и Закаспийскую область.
С 1908 года Бюро стало издавать ежемесячные «Труды по прикладной ботанике» (с 1918-го — «Труды по прикладной ботанике и селекции»). Большие, с обязательным указанием новизны исследований, подробные рефераты статей, публикуемых в «Трудах…» на одном из иностранных языков, с самого начала их издания позволили наладить их регулярный обмен с изданиями 28 зарубежных учреждений. До 1914 года все резюме переводились на немецкий язык, с началом войны с Германией — на английский и французский языки.
В 1911 году Регель был членом оргкомитета 1-го съезда деятелей по селекции сельскохозяйственных растений, семеноводству и распространению семенного материала в Харькове.
В 1912 году он организовал Областной съезд по селекции и семеноводству в Санкт-Петербурге и был его председателем. На съезде «Труды Бюро по прикладной ботанике» были признаны «центральным научным органом по селекции».
В 1913 году Регель — председатель секции сортоведения на Совещании деятелей по сельскохозяйственному опытному делу в Санкт-Петербурге.
Регель принимал непосредственное участие в издании «Приложений к Трудам Бюро по прикладной ботанике». В «Приложениях» были изданы: «Опыты над растительными гибридами» Г. Менделя (1910), «Введение в экспериментальное изучение наследственности» Э. С. Бауэра (1913), «Селекция…» К. Фрувирта (1914—1915).
В 1914—1917 годах в связи с запросами военного времени Регель занимался вопросами мобилизации растительных ресурсов и рационализации ведения сельского хозяйства, в том числе организации севооборотов для борьбы с сорными травами.
Роберт Эдуардович Регель впервые поднял вопрос о желательности соглашения об употреблении терминов «вид», «разновидность», «раса или порода» и «сорт» в применении к возделываемым растениям.
Роберт Эдуардович пришёл к выводу о приуроченности рас местных сортов к тем или иным географическим районам и необходимости использования крестьянами при посеве своего, не привозного зерна; установил географическую закономерность в распространении содержания белка в зерне ячменя и пригодность азиатских форм озимого шестирядного ячменя для пивоварения.
Регелем было положено начало созданию коллекции чистых линий, позволившей Ю. А. Филипченко выполнить свои классические исследования по генетике количественных признаков мягких пшениц.
На основании результатов работ Бюро Регель полагал, что родиной культурных пшениц следует считать Малую Азию и прилегающие к этому региону страны.
Деятельность Регеля как главы прикладной ботаники в России оказала существенное влияние как на становление ботанических исследований возделываемых растений, так и на организацию селекции на научных основах.
Н. И. Вавилов писал в 1924 году:
Крупнейшая заслуга Р. Э. Регеля заключается в том, что он, начав единолично работу в своём кабинете, развил её до такой степени, что в настоящее время прикладная ботаника воплотилась в жизнь и является необходимейшей отраслью во всех опытных и селекционных учреждениях России.
В 1916 году Бюро по прикладной ботанике было преобразовано в Отдел прикладной ботаники и селекции Сельскохозяйственного учёного комитета.
В 1912 году Регель обосновал идею о популяционной структуре вида. В качестве элементарной единицы им выделялся «формационный вид», определяемый как совокупность генетически обусловленных форм, существующих в одном и том же локальном местообитании. Растительные формы, одинаково приспособленные к условиям заселяемого ими местообитания, имеют определённый, более или менее одинаковый приспособительный фенотип, что позволяет выделять их в особый (формационный) вид.
Основная чисто ботаническая работа Регеля — описание флоры Озёрного края — так и не была завершена; он также не успел завершить начатый в 1914 году определитель ячменя, хотя к 1915 году к 13 ранее известным его разновидностям им было вновь выделено ещё 54.
В 1918—1919 годах Регель продолжал занятия ботаникой: на заседании Русского географического общества прочитал доклад «Флористические районы Озёрного края».
Летом 1919 года покинул голодный Петроград и уехал к семье в деревню.
20 января 1920 года Роберт Эдуардович Регель умер от сыпного тифа. Место захоронение Р. Э. Регеля не известно, т. к. зимой 1920 года он был послан в командировку для ревизии озимых посевов Вятской губернии, по дороге заразился тифом и скоропостижно скончался в одной из деревень этой губернии.

## Печатные труды
- Список гербария, собранного в 1882 году А. Георгиевским в северо-восточной части бассейна реки Свири // Ботанические записки, изданные при ботаническом саде Императорского Санкт-Петербургского университета. — 1887.— Т. I, вып. 2 (вместе с В. Половцевым)
- Заметки о флоре Олонецкой губернии // Протоколы Трудов Санкт-Петербургского общества естествоиспытателей. — 1886.— Т. XVII, в. I и II
- О колонизации растений в Санкт-Петербургской губернии // Труды Санкт-Петербургского общества естествоиспытателей. — 1888. — Т. XIX
- Einige Beobachtungen über den Geruch der Blüthen // Труды Императорского Санкт-Петербургского ботанического сада. 1891. — Т. XI. — № 13
- Заметки по фитогеографии России // Протоколы Трудов Санкт-Петербургского общества естествоиспытателей, тт. XX и XXII
- О желательности соглашения относительно употребления терминов: вид, разновидность, раса или порода и сорт в применении к сельскохозяйственным растениям // Труды 3-го съезда деятелей по сельскохозяйственному опытному делу. 1905. Т. 1. С. 83-86
- Regel R. Les orges cultivées de l’Empire russe. Milan, 1906, P. I—V; 1-39 (Section agraire russe à l’exposition internationale de Milan, 1906. Départ. de l’Agr.)  (фр.)
- К вопросу о методах детальных исследований формаций дикой растительности для прикладных целей // Труды Бюро по прикладной ботанике. — 1908. — Т. 1. — Вып. 11/12. — С. 309—311
- Ячмени с гладкими остями // Труды Бюро по прикладной ботанике. — 1908
- Протеин в зерне русского ячменя // Труды Бюро по прикладной ботанике. — 1909
- К вопросу о возделывании разновидностей хлебов в смеси // Труды Бюро по прикладной ботанике. — 1909. — T. 2. — № 3. — C. 178—180 (совместно с К. А. Фляксбергером)
- Важнейшие формы пшениц, ячменей и сорных растений России из коллекции Бюро по прикладной ботанике: к экспонатам Бюро по прикладной ботанике учёного комитета Г. У. З.иЗ. на областной южно-русской промышленной и кустарной выставке в Екатеринославе в 1910 г. — СПб, 1910 (совместно с К. Фляксбергером и А. Мальцевым)
- Научные основы селекции в связи с предусматриванием константности форм по морфологическим признакам // Труды 1-го съезда деятелей по селекции сельскохозяйственных растений. Харьков. — 1911. — Вып. 4. — С. 1—83
- Селекция с научной точки зрения // Труды Бюро по прикладной ботанике, 1912
- Организация и деятельность Бюро по прикладной ботанике за первое двадцатилетие его существования (27 окт. 1894 г. — 27 окт. 1915 г.) // Труды Бюро по прикладной ботанике, 1915
- К вопросу о сборе ромашки и о культуре клещевины // Отчёт о деятельности Комиссии по изучению производительных сил России. — 1916. — № 2. — С. 17
- К вопросу о видообразовании (По поводу диссертации В. Талиева «Опыт исследования процесса видообразования в живой природе», 1915) // Труды Бюро по прикладной ботанике. — 1917. — Т. 10. — № 1. — C. 157—181
- К вопросу об упорядочении сбора грибов // Труды Бюро по прикладной ботанике. — 1917. — Т. 10. — № 2. — С. 248—250
- К вопросу об урегулировании пастьбы // Труды Бюро по прикладной ботанике. — 1917. — Т. 10, — № 2. — С. 250—252
- К вопросу о значении картофеля в севообороте для борьбы с сорными травами // Труды Бюро по прикладной ботанике. — 1917. — Т. 10.— № 3. — C. 317—320
- Деятельность Бюро по прикладной ботанике с 27 окт. 1914 г. по 1 июля 1917 г [Труды Бюро по прикладной ботанике. — 1917. — Т. 10. — № 11.] // Федотова А. А., Гончаров Н. П. Бюро по прикладной ботанике в годы Первой мировой войны. Сборник документов.—  СПб.: Нестор-История, 2014. — С. 63—144.
- Флористические районы Озёрного края // Труды по прикладной ботанике и селекции. — 1921. — Т. 11. — № 1. — С. 25—52 (совместно с Ю. Д. Цинзерлингом)
- Хлеба в России. — Пг.: Изд-во М. и С. Сабашниковых, 1922. (Комиссия по изучению естественных производительных сил России, состоящая при Российской Академии наук)
- Прикладная экология для инженеров земельных улучшений / Подг. к печати, вступ. ст. и комм. А. А. Федотовой, Н. П. Гончарова // Вавиловский журн. генетики и селекции. — 2012. — № 3. — С. 691—705.